# Peter von Siemens (Manager, 1937)
Peter C. von Siemens (* 10. August 1937 in Rio de Janeiro; † 11. Dezember 2021 in München) war ein deutscher Industriemanager und Unternehmer aus der Familie Siemens.

## Werdegang
Siemens kam als erstes von zwei Kindern des Industriellen Peter von Siemens (1911–1986) und der Pianistin Julia Lienau (1916–2008) zur Welt. 1962 trat er in München in die Siemens AG ein und übernahm verschiedene Funktionen im In- und Ausland. Von 1980 an war er Generalbevollmächtigter Direktor und später Mitglied des Vorstands. Von 1993 an vertrat er die Gründerfamilie von Siemens als Mitglied im Aufsichtsrat. Ende Januar 2008 wurde er in dieser Funktion abgelöst durch den vormaligen Leiter der Siemens-Niederlassung Berlin, Gerd von Brandenstein.
Im Jahre 1987 wurde Siemens Ehrensenator der Technischen Universität München. Er war Mitglied und häufig Vorsitzender in zahlreichen Stiftungsräten, u. a. der Carl Friedrich von Siemens Stiftung, der Ernst von Siemens Musikstiftung, der Ernst von Siemens Kunststiftung und der Werner Siemens-Stiftung. 
Peter von Siemens war seit 1966 mit Bettina von Siemens, geb. Schicht, verheiratet; aus der Ehe gingen vier Kinder hervor.